# ناقل حركة يدوي

ناقل الحركة اليدوي، (ويُعرف أيضًا باسم صندوق التروس اليدوي أو ناقل الحركة القياسي في كندا والمملكة المتحدة والولايات المتحدة، أو "ستيك شيفت" في الولايات المتحدة)، هو نظام نقل حركة متعدد السرعات يتطلب من السائق تغيير التروس يدويًا باستخدام عصا التروس ودواسة القابض (التي تكون عادة دواسة قدم في السيارات أو ذراع يدوي في الدراجات النارية).
زودت السيارات في البداية بنواقل حركة يدوية مع تروس منزلقة تحتوي على حتى ثلاث نسب أمامية. ومنذ الخمسينيات، أصبحت نواقل الحركة اليدوية ذات التروس الثابتة أكثر انتشارًا، وزاد عدد النسب الأمامية ليشمل نواقل حركة يدوية بـ 5 و6 سرعات في السيارات الحديثة.
البديل لناقل الحركة اليدوي هو ناقل الحركة الأوتوماتيكي. تشمل الأنواع الشائعة من نواقل الحركة الأوتوماتيكية: ناقل الحركة الهيدروليكي (AT) وناقل الحركة المتغير المستمر (CVT). في حين يشترك كل من ناقل الحركة اليدوي الآلي (AMT) وناقل الحركة ذو القابض المزدوج (DCT) في التصميم الداخلي مع ناقل الحركة اليدوي التقليدي، إلا أنهما يغيران التروس تلقائيًا.
هناك أيضًا نواقل حركة شبه أوتوماتيكية، التي تعتمد على تصميم مشابه لناقل الحركة اليدوي التقليدي. تحتوي هذه الأنظمة على ناقل تروس يتطلب من السائق إدخال يدوي لتغيير التروس، لكن السائق ليس بحاجة لتشغيل دواسة القابض قبل تغيير الترس. يتم استبدال الرابط الميكانيكي للقابض بمشغل أو سيرفو أو ملف لولبي وأجهزة استشعار، التي تعمل على تشغيل نظام القابض تلقائيًا في حال لمس السائق أو حرك عصا التروس، مما يلغي الحاجة إلى دواسة قابض فعلية.